# Hanatul Siberiei
Hanatul Siberiei a fost unul dintre cele șapte hanate succesoare ale Hoardei de Aur, formate după destrămarea acestui stat.

## Istoric
În 1582 cazacii conduși de Ermak Timofeevici i-au învins pe tătarii din Hanatul Siberiei, începându-se astfel penetrarea treptată a cazacilor și explorarea Siberiei de către ruși și supunerea populației locale, obligate acum să plătească tribut în blănuri. Din secolul al XVII-lea devine un loc de exil și colonie penală a țarilor ruși, iar din secolul al XX-lea începe o  colonizare rusească pe scară largă în acest teritoriu.